# Équipe des Māori de Nouvelle-Zélande de rugby à XV
Ne doit pas être confondu avec Équipe des Māori de Nouvelle-Zélande de rugby à XIII ou Équipe de Nouvelle-Zélande de rugby à XV.
L'équipe des Māori All Blacks, anciennement nommée équipe des Māori de Nouvelle-Zélande, est une équipe de rugby à XV qui joue habituellement contre des équipes nationales qui sont en tournée en Nouvelle-Zélande. Elle participe aussi à la Churchill Cup de rugby à XV mais n'a pas le droit de disputer d'autres compétitions où elle serait en concurrence avec l'équipe de Nouvelle-Zélande. Pour faire partie de cette équipe, un joueur doit être d'origine maorie.

## Historique
Leur première tournée a été faite au Royaume-Uni en 1888-89, le bilan des Māori fut positif avec 49 victoires, cinq matchs nuls et 20 défaites.
Les Māori sont à l'origine du Haka, initialement une danse de guerre des Māori, qu'ils effectuent avant le coup d'envoi de chaque match. Cette pratique a été reprise et popularisée par les All Blacks. Le haka pratiquée par les maoris All Blacks est le Timatanga, écrit spécialement pour eux.
De nombreux joueurs māori ont fait de brillantes carrières avec les All Blacks, comme George Nepia (1924-30).
Les Māori ont battu la plupart des équipes de rugby, y compris les Lions britanniques, perdant seulement 4 des 26 matchs joués entre 1994 et 2004. Ils ont remporté deux fois la Churchill Cup, en 2004 et 2006.
Le 1er juin 2012, la NZRU annonce que l'équipe des Māori de Nouvelle-Zélande serait renommée Māori All Blacks.

## Palmarès
- Churchill Cup :
  - Vainqueur (2) : 2004, 2006
  - Finaliste en 2007

- Pacific Nations Cup
  - Vainqueur (1) : 2008

## Statistiques
(les statistiques sont arrêtées au 15 juin 2017)
| Adversaire       | Nbr de matchs | Victoire | Défaite | Nul | % Victoire |
| ---------------- | ------------- | -------- | ------- | --- | ---------- |
| Argentine        | 2             | 2        | 0       | 0   | 100.00%    |
| Australie        | 18            | 6        | 10      | 2   | 33.33%     |
| Lions            | 8             | 1        | 7       | 0   | 12.50%     |
| Canada           | 5             | 5        | 0       | 0   | 100.00%    |
| Îles Cook        | 1             | 1        | 0       | 0   | 100.00%    |
| Angleterre       | 4             | 2        | 2       | 0   | 50.00%     |
| Fidji            | 29            | 20       | 7       | 2   | 67.86%     |
| France           | 2             | 2        | 0       | 0   | 100.00%    |
| Irlande          | 2             | 2        | 0       | 0   | 100.00%    |
| Japon            | 3             | 3        | 0       | 0   | 100.00%    |
| Nouvelle-Zélande | 5             | 0        | 5       | 0   | 0.00%      |
| Samoa            | 10            | 10       | 0       | 0   | 100.00%    |
| Écosse           | 2             | 2        | 0       | 0   | 100.00%    |
| Afrique du Sud   | 4             | 0        | 3       | 1   | 0.00%      |
| Espagne          | 2             | 2        | 0       | 0   | 100.00%    |
| Tonga            | 14            | 10       | 4       | 0   | 71.43%     |
| États-Unis       | 4             | 4        | 0       | 0   | 100.00%    |
| Pays de Galles   | 2             | 0        | 2       | 0   | 0.00%      |
| Total            | 117           | 72       | 40      | 5   | 61.54%     |

## Équipe de 2017
| Nom                    | Poste                  | Date de naissance  | Province ou club |
| ---------------------- | ---------------------- | ------------------ | ---------------- |
| Ash Dixon              | Talonneur              | 1er septembre 1988 | North Harbour    |
| Hika Elliot            | Talonneur              | 22 janvier 1986    | Taranaki         |
| Chris Eves             | Pilier                 | 11 décembre 1987   | North Harbour    |
| Kane Hames             | Pilier                 | 28 août 1988       | Tasman           |
| Mike Kainga            | Pilier                 | 28 janvier 1991    | Taranaki         |
| Ben May                | Pilier                 | 13 octobre 1982    | Hawke's Bay      |
| Marcel Renata          | Pilier                 | 24 février 1994    | Auckland         |
| Tom Franklin           | Deuxième ligne         | 11 août 1990       | Otago            |
| Leighton Price         | Deuxième ligne         | 24 mars 1989       | Taranaki         |
| Joe Wheeler            | Deuxième ligne         | 20 octobre 1987    | Taranaki         |
| Elliot Dixon           | Troisième ligne aile   | 4 septembre 1989   | Southland        |
| Liam Messam            | Troisième ligne aile   | 25 mars 1984       | Waikato          |
| Kara Pryor             | Troisième ligne aile   | 2 avril 1991       | Northland        |
| Akira Ioane            | Troisième ligne centre | 16 juin 1995       | Auckland         |
| Reed Prinsep           | Troisième ligne centre | 17 février 1993    | Canterbury       |
| Bryn Hall              | Demi de mêlée          | 3 février 1992     | North Harbour    |
| Tawera Kerr-Barlow     | Demi de mêlée          | 15 août 1990       | Waikato          |
| Te Toiroa Tahuriorangi | Demi de mêlée          | 31 mars 1995       | Taranaki         |
| Otere Black            | Demi d'ouverture       | 4 mai 1995         | Manawatu         |
| Ihaia West             | Demi d'ouverture       | 16 janvier 1992    | Hawke's Bay      |
| Tim Bateman            | Centre                 | 3 juin 1987        | Canterbury       |
| Charlie Ngatai         | Centre                 | 17 août 1990       | Taranaki         |
| Matt Proctor           | Centre                 | 26 octobre 1992    | Wellington       |
| Rob Thompson           | Centre                 | 28 août 1991       | Canterbury       |
| Rieko Ioane            | Ailier                 | 18 mars 1997       | Auckland         |
| James Lowe             | Ailier                 | 8 juillet 1992     | Tasman           |
| Declan O'Donnell       | Ailier                 | 20 novembre 1990   | Taranaki         |
| Damian McKenzie        | Arrière                | 20 avril 1995      | Waikato          |
| Nehe Milner-Skudder    | Arrière                | 15 décembre 1990   | Manawatu         |

## Joueurs emblématiques
| - Zinzan Brooke - Frank Bunce - Troy Flavell - Taine Randell - Rhys Duggan - Glen Jackson - Roger Randle - Hika Reid - Steven Pokere - Christian Cullen - Sid Going - Rico Gear - Hosea Gear - Carl Hayman | - Marty Holah - Angus MacDonald - Leon MacDonald - Luke McAlister - Glen Osborne - Caleb Ralph - Bruce Reihana - Carlos Spencer - Wayne Shelford - John Timu - Rua Tipoki - Joe Warbrick - Piri Weepu - George Nepia |

## Débat sur l'existence même d'une équipe Māori
L'existence d'une équipe Maori, distincte de l'équipe nationale de Nouvelle-Zélande, alimente régulièrement des débats dans le monde du rugby anglophone (XIII comme XV) mais aussi au sein de la société néo-zélandaise.
Du côté du monde treiziste, la participation même d'une sélection fondée sur un critère « ethnique », participant directement à une épreuve comme la coupe du monde, apparait parfois comme le cache-misère d'une absence d'ambition des instances internationales, contrainte de créer des équipes à partir des nations treizistes pour étoffer le nombre de participants.
Du côté de la société néo-zélandaise, on a pu se demander si créer une équipe distincte n'était pas de l’« Apartheid inversé » alors que d'autres observateurs  y voient les conséquences logiques du Traité de Waitangi.